# Ba'alovy klony
Ba'alovy klony je 4. epizoda 10. řady sci-fi seriálu Hvězdná brána.

## Děj epizody
Na začátku rozebírá SG-1 s generálem Landrym zadrhávající se postup při hledání Merlinovy zbraně proti povzneseným, když k Cheyenské hoře přilétá neznámé plavidlo. Je to Al'kesh a generál dá příkaz k jeho sestřelení. Na palubě byla jediná osoba - Ba'al. Chce mluvit jedině s SG-1. Navrhuje opětovné spojenectví jako při zničení replikátorů - pomůže SG-1 s hledáním zbraně proti povzneseným za to, že SG-1 zničí všechny jeho klony, kteří se proti němu prý spikli. Chtěl totiž použít zbraň antiků na Dakaře k zabití všech živých bytostí v Mléčné dráze vyjma sebe sama. Potom by už Dakara nebyla zajímavá pro převory Oriů a "ochránil" by tak galaxii proti Oriům. Ba'al totiž věří že planeta, na které je Merlinova zbraň, kterou hledají, je v seznamu planet, které do databáze SGC přidal generál Jack O'Neill, když měl v hlavě archiv antiků.
SG-1 pomocí přijímače v Ba'alově Al'keshi najde všechny klony Ba'ala, kteří měli pod kůží vysílač. Je jich asi 20. NID vyžaduje, aby jim SGC vydalo alespoň jednoho k výslechu kvůli infiltraci goau'ldů do čela ruské vlády a NID. Když generál stále odmítá, agent Malcolm Barrett sám pomocí svého vysokého prověření projde přes ochranku do cely jednoho z Ba'alů i se zbraní. Ba'al ho zneškodní, stejně jako ochranku a začne osvobozovat další Ba'aly. SGC se snaží izolovat jednotlivá podlaží, ale Ba'alové zajmou majora Carterovou a donutí ji, pod záminkou, že zabijí ostatní rukojmí, aby jim vydala přístupový kód do databáze hvězdných bran v Mléčné dráze, kterou Ba'al potřebuje. Samantha Carterová předpokládá, že se z SGC stejně nedostanou a proto raději spolupracuje. Zbytek SG-1 se pokouší dostat se až ke Carterové, ale Ba'alové se mezitím shromáždí všichni v jedné cele a jsou transportováni pryč.
Samantha Carterová odhadne, že se jim podařilo překonat odstínění SGC, kvůli vysoké koncentraci vysílačů na jednom místě. SG-1 má zase o starost navíc - obávají se, že kdyby Ba'al našel Merlinovu zbraň proti povzneseným jako první, zničil by nejen Orie, ale i Antiky.